# Kazimierz Kasperkiewicz (lekkoatleta)
Kazimierz Kasperkiewicz (ur. 5 sierpnia 1908 w Jędrzejowie, zm. 19 lutego 1980 we Włocławku) – polski lekkoatleta, specjalizujący się w biegach sprinterskich oraz w skoku w dal.
Ukończył Państwowe Gimnazjum Ziemi Kujawskiej we Włocławku w 1926 oraz Wydział Chemiczny Politechniki Warszawskiej w 1933, uzyskując stopień magistra inżyniera chemika. Podczas II wojny światowej był jeńcem Oflagu II C Woldenberg. Po wojnie pracował jako nauczyciel w Liceum im. Marii Konopnickiej we Włocławku.

## Osiągnięcia
- Akademickie mistrzostwa świata[1]

- Rzym 1927

- brązowy medal w biegu na 200 metrów
- 5. miejsce w sztafecie 4 × 100 metrów
- 5. miejsce w sztafecie szwedzkiej
- 5. miejsce w skoku w dal
- 6. miejsce w biegu na 100 metrów

- Mistrzostwa Polski seniorów w lekkoatletyce[3]

- Warszawa 1927

- złoty medal w sztafecie 4 × 100 m
- srebrny medal w biegu na 200 m
- brązowy medal w biegu na 100 m
- brązowy medal w skoku w dal